# Jardín Botánico de la Universidad del Ruhr en Bochum
El Jardín Botánico de la Universidad del Ruhr en Bochum en alemán: Botanischer Garten der Ruhr-Universität Bochum también conocido como Botanischer Garten Bochum, es un jardín botánico de 13 hectáreas de extensión administrado por la Universidad del Ruhr en Bochum. Pertenece al Botanic Gardens Conservation International (BGCI), y su código de reconocimiento internacional como institución botánica así como de su herbario es BOCH. 

## Localización
Botanischer Garten der Ruhr-Universität Bochum, Universitaetstrasse 150, D-44801, Bochum, Renania del Norte-Westfalia, Deutschland-Alemania.51°26′31″N 7°16′3″E / 51.44194, 7.26750
Se encuentra abierto a diario sin tarifa de entrada. 

## Historia
El jardín fue fundado en 1968 y posteriormente se ha ido ampliado y mejorando continuamente. 
Se abrió al público en 1971, con subsiguientes desarrollos como sigue: casa tropical, 1976; casa del desierto, 1988; Jardín chino, 1990; casas de la sabana, 2000.

## Colecciones
El jardín botánico se encuentra vallado, con un área al aire libre  de 13 000 m², cultiva plantas organizadas en regiones geobotánicas, incluyendo bosque, costa, prado, pradera, y pantano de las Américas, Asia, y Europa. También contiene un alpinum y jardín de suculentas.

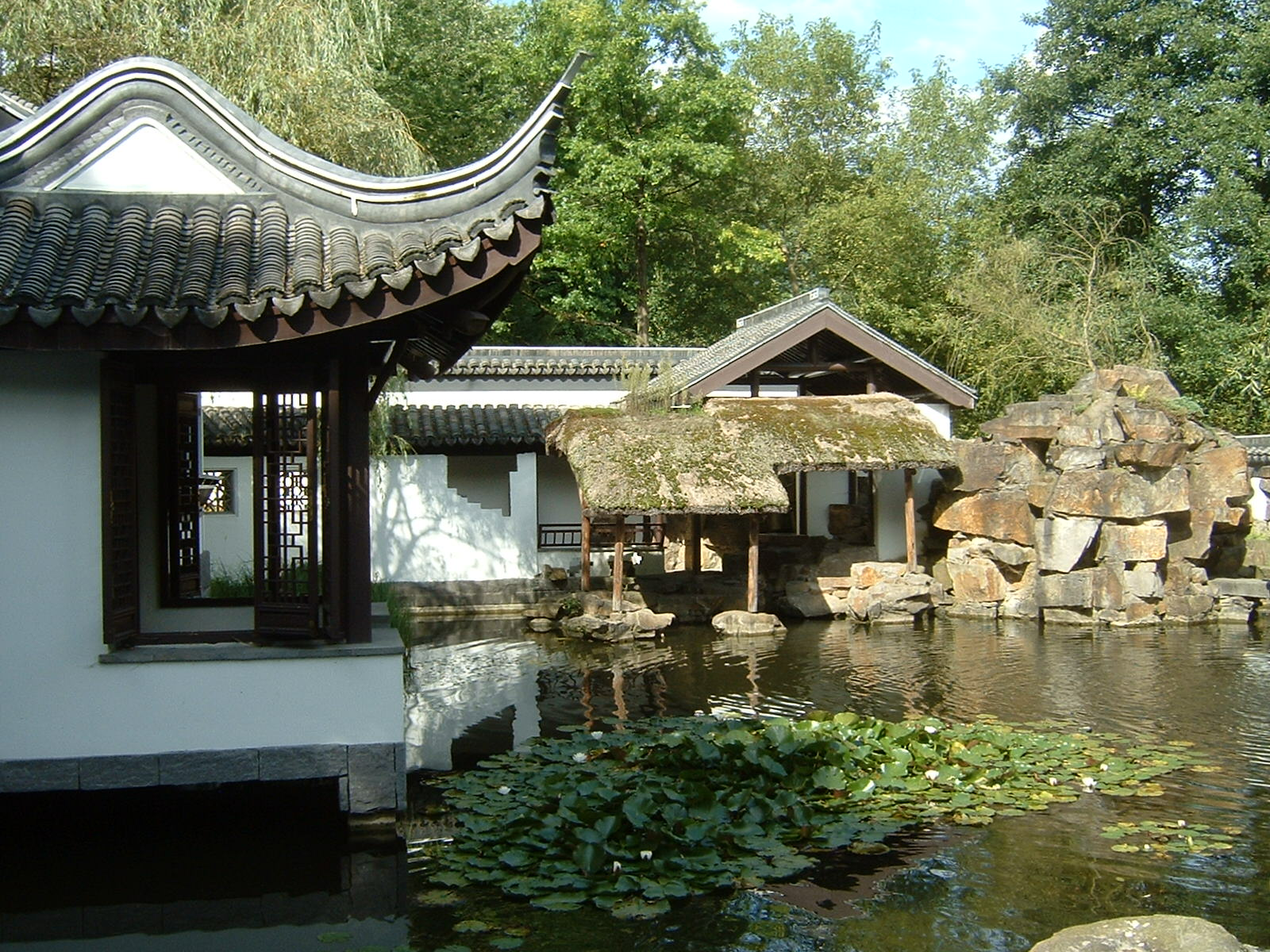
Jardín chino.

Su jardín chino de 1000 m² fue creado entre 1986 y 1990, y renovado en 2001, por los expertos jardineros donados por la Universidad de Tongji en Shanghái como muestra de amistad. Se denomina "Qian Yuan" (jardín de Qian), reflejando una memoria del poeta Tao Qian (365-427 AD), y se presenta en el estilo chino meridional. Una charca cubre la mitad de su área.
Los invernaderos cubren una superficie total de 3.500 m², y albergan colecciones de suculentas Euphorbias (350 especies), otras suculentas, Cycadaceae, plantas de las  islas Canarias, Eriocaulaceae (5 especies), y plantas alpinas. Se organizan como sigue:
- Casa Tropical (713 m², 17 metros de altura), vegetación de la jungla tropical y plantas de interés económico, con un pequeño arroyo, hierbas, bananas, arbustos del café, etc.

- Casa del Desierto, plantas de los trópicos secos and subtrópicos procedentes de Suramérica, Madagascar, y África del Sur.

- Casa de la Sabana, con arbustos esclerófilos procedentes de las sabanas de África del Sur y Australia con la vegetación acompañante. Las colecciones incluyen numerosas especies de  eucalyptus, además de árboles de hierba australianos  (Xanthorrhoea) y una Cussonia arborescente.

- Casa Alpina (140 m²), con plantas procedentes de alta montaña.